# 玉置一平
玉置 一平（たまき いっぺい、1970年 - ）は、日本の漫画家、イラストレーター。漫画の師匠は河合克敏。玉置 平一 (たまき へいいち)という名前でも活動をしている。

## 作品リスト

### 漫画
- BACKFLIP!（『ヤングマガジンアッパーズ』、全2巻）
- 源平天照絵巻 痣丸（『コミックフラッパー』、全4巻、未完）
- ムカンノテイオー（『ヤングガンガン』、全4巻）
- ラストバイニン（「原作：嵐田武」、『近代麻雀』）
- 空を泳ぐ女（「原作：倉科遼」、『ビッグコミックスペリオール』、全1巻）
- やる気アナ ムキコ!（『コミックファクトリー』、全1巻）
- むこうぶち外伝　EZAKI（「原作：天獅子悦也」、『近代麻雀オリジナル』、全2巻）
- 麻雀覇道伝　江崎（「協力:天獅子悦也」）
- ジャッジメント〜猟犬の闘牌〜（「原作：須田良規」、『近代麻雀オリジナル』）
- チート・ギャンブルー謀略博戯ー（脚本協力：中川勇樹、『LINEマンガ』2021年9月2日- ）
- コミック版日本の歴史57　戦国人物伝　今川義元（「企画・構成・監修:加来耕三」「原作:すぎたとおる」）
- コミック版日本の歴史66　戦国人物伝　大谷吉継（「企画・構成・監修:加来耕三」「原作:後藤ひろみ」）
- コミック版日本の歴史71　平安人物伝　安倍晴明（「企画・構成・監修:加来耕三」「原作:後藤ひろみ」）
- 独歩の詩（「原作:みやすのんき」）（この作品では玉置平一として作画を担当）　[1][2][3]

### 短編・読切漫画
- エアキング　- デビュー作。
- 朧月　風林火山の後継者
- 朝鮮の自然を愛し、朝鮮人に愛された日本人 浅川巧（「原作:黄文雄」）
- チベット・ラサに初めて到達した日本人 河口慧海（「原作:黄文雄」）
- 台湾で「戦神」と呼ばれた日本軍人 根本博（「原作:黄文雄」）
- ガチ旨らーめん！VAGRANT（「原作:藤村庸」）（この作品では玉置平一として作画を担当）
- クロス探偵物語
- 鋏客　ダブルブレード（「原作:夏秋望」、前後編）
- 鋏客　ダブルブレード　黒鷲的鉄爪（「原作:夏秋望」、前中後編）
- パーフェクトパートナー（「原作:辻本貴則」）
- 私だけのキャプテン
- ＢＬＡＣＫ
- 新耳袋　雀（「原作:木原浩勝」）
- 隻眼の王　[1][4][5]

### イラストレーション
- クロス探偵物語（キャラクターデザイン・グラフィック監修）
- ゼロ4チャンプDoozy-J（キャラクターデザイン）
- 漫画家本ｖｏｌ．５　河合克敏本（イラスト寄せ書き）
- ウソかマコトか！？　恐怖の樹海都市伝説（イラストを担当）　[1]